# Wasserschloss Glatt

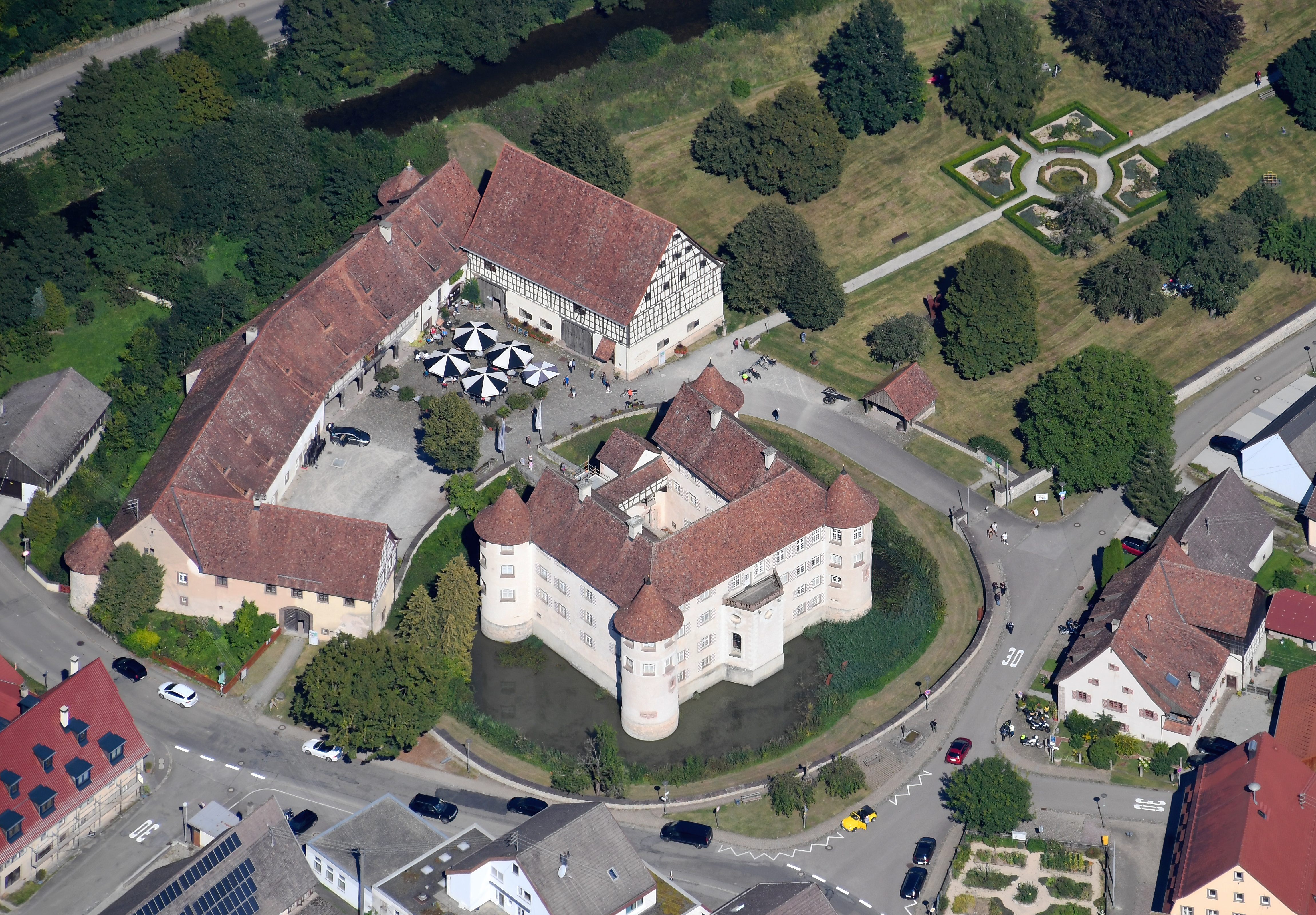
Luftbild des Wasserschlosses Glatt

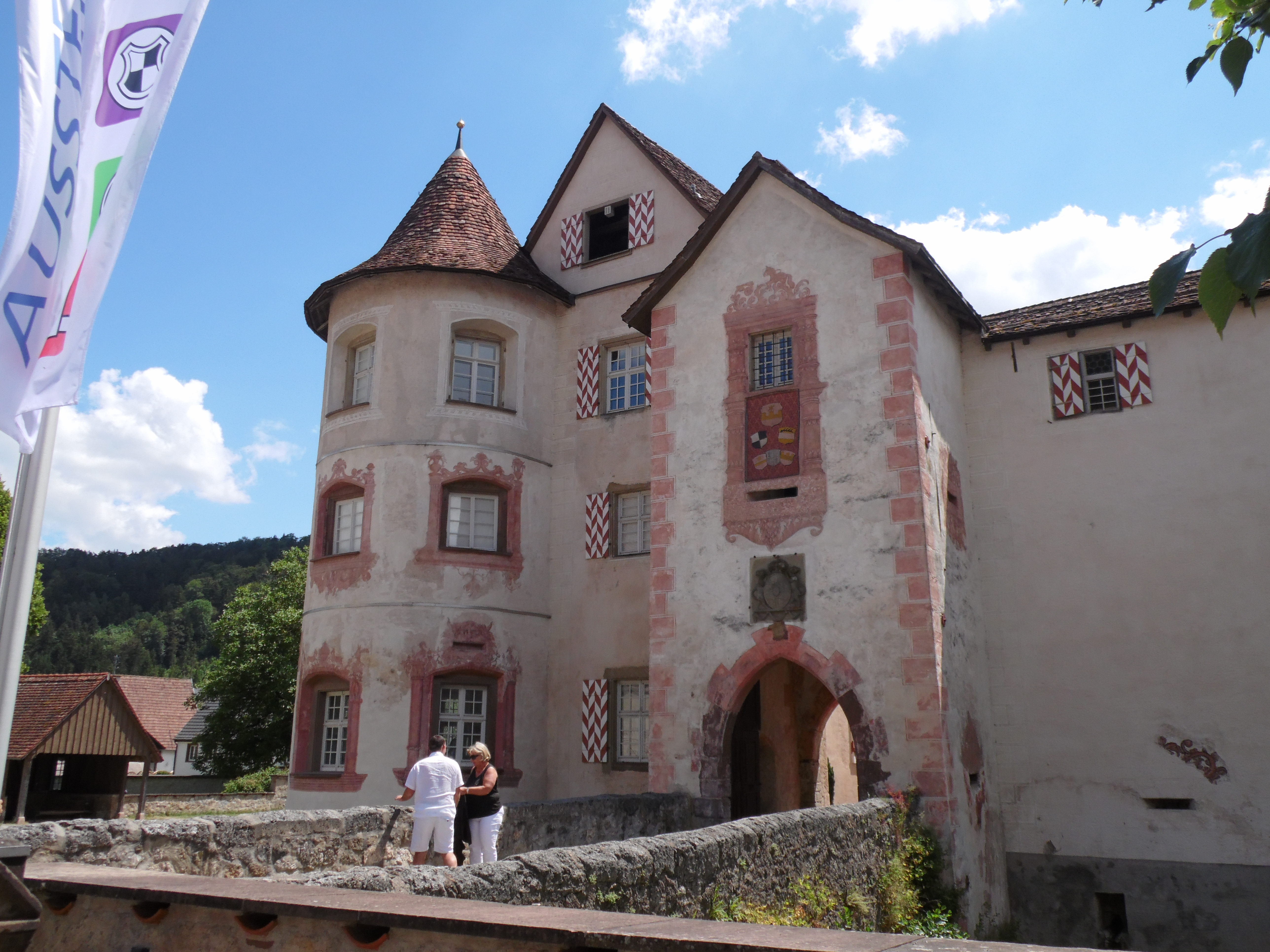
Wasserschloss in Glatt

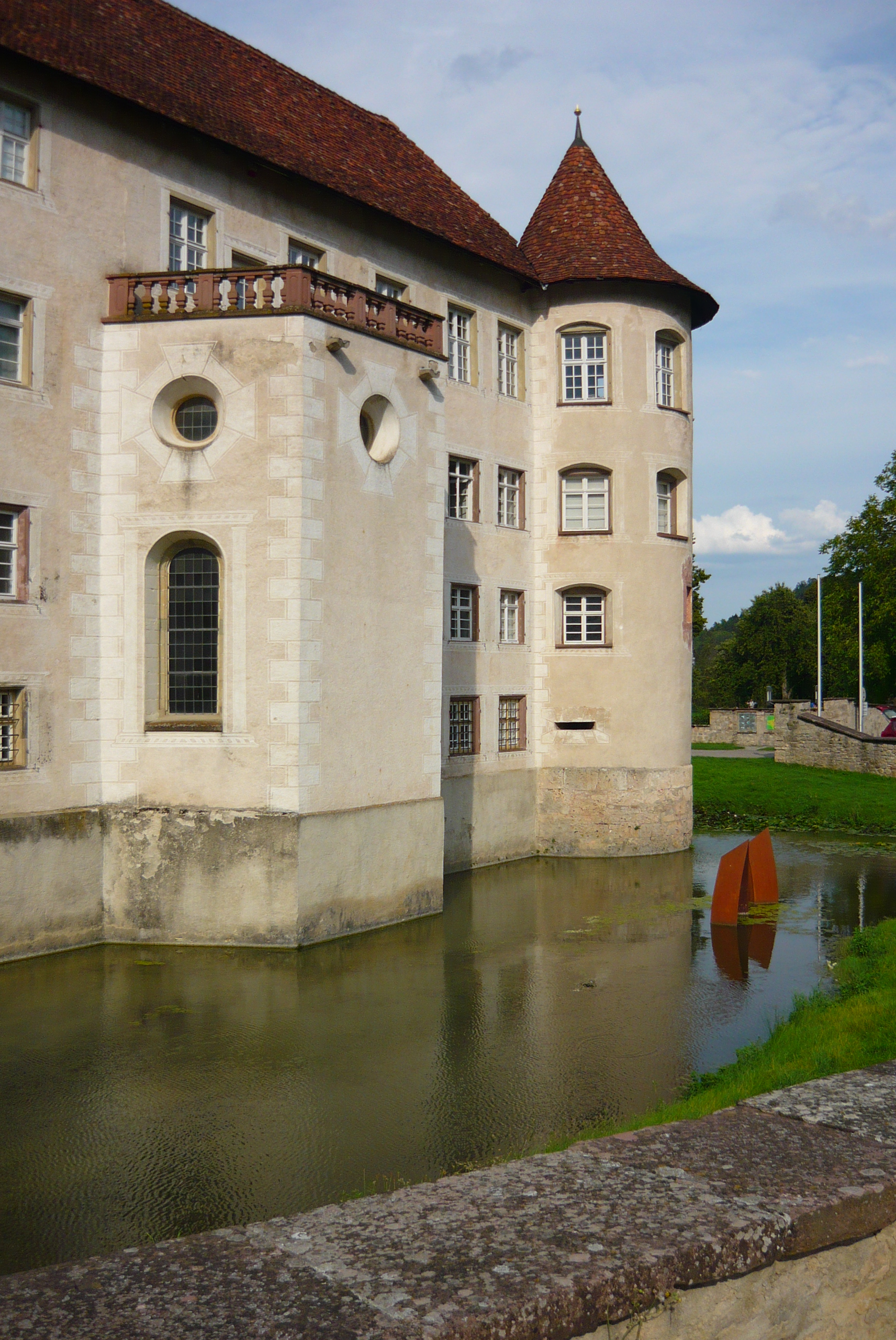
Wasserschloss Glatt: Schlosskapelle mit dem umgebenden Wassergraben

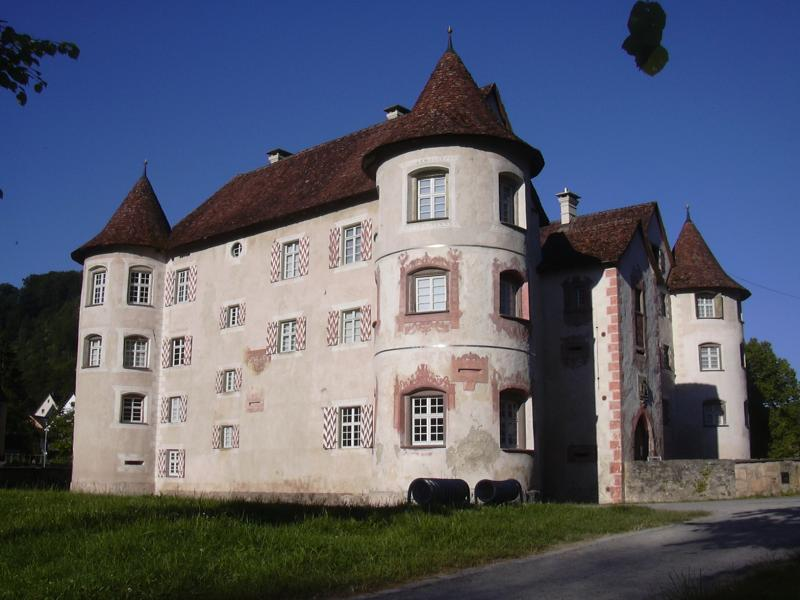
Wasserschloss in Glatt, Hauptgebäude

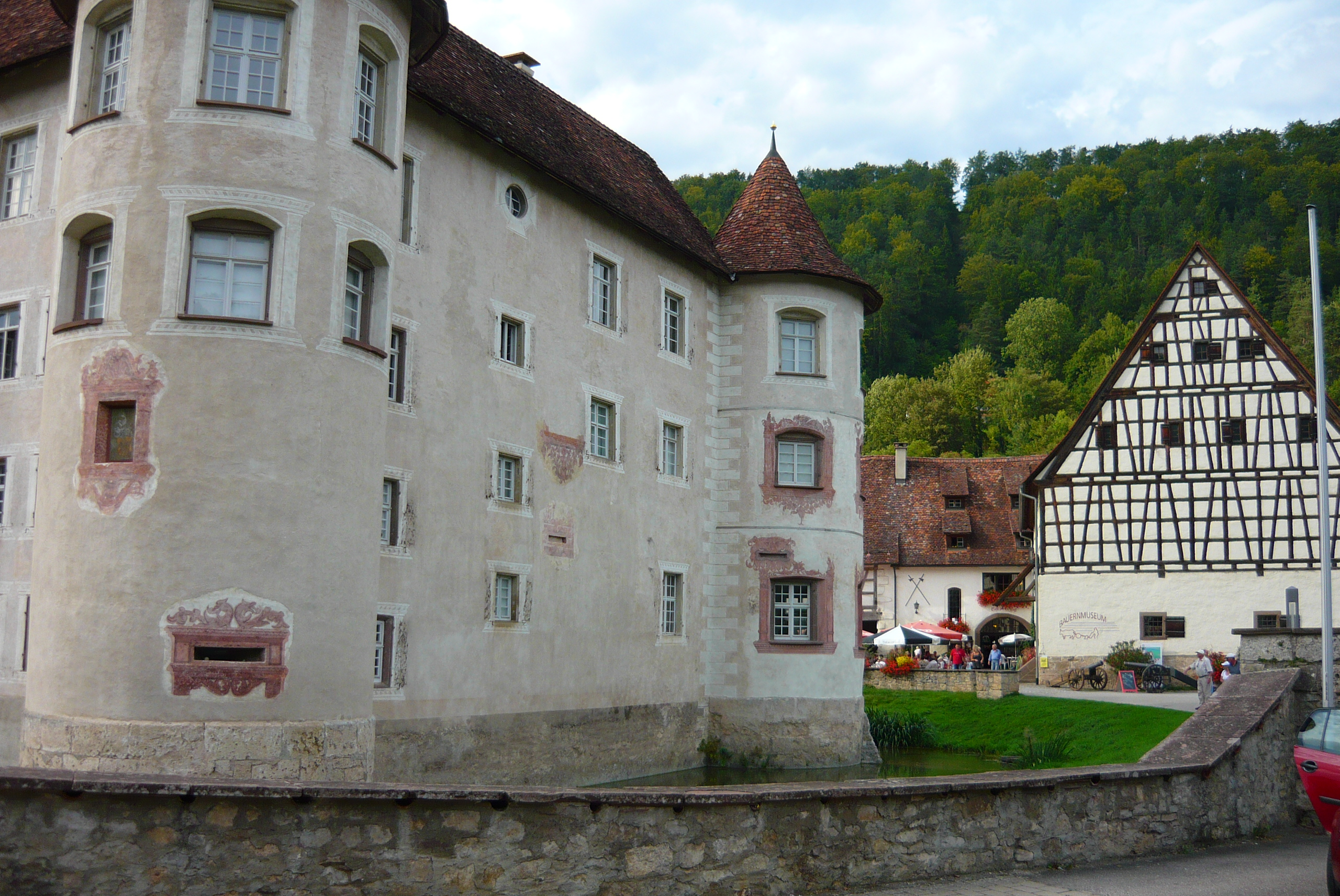
Im Hintergrund die Wirtschaftsgebäude

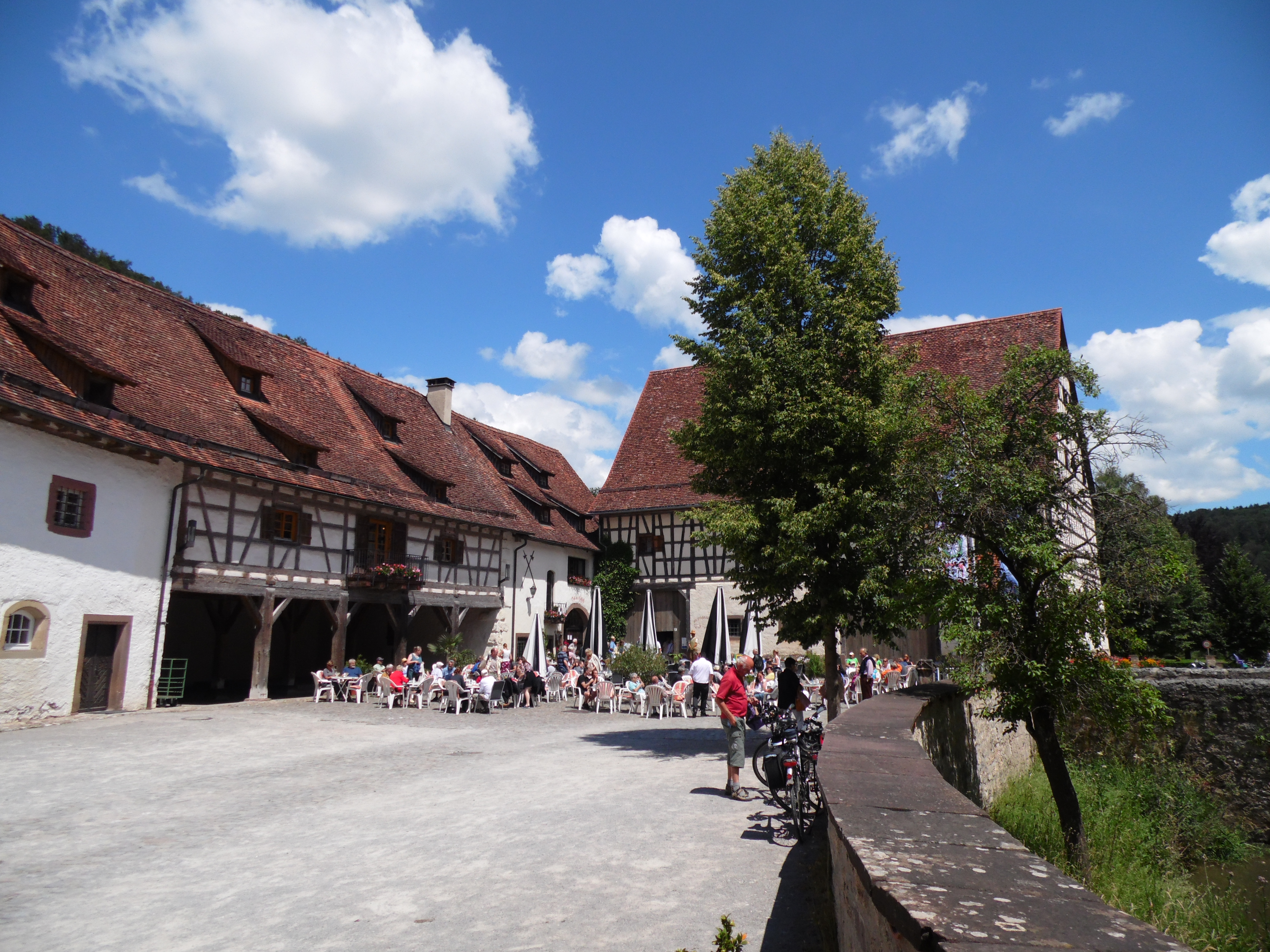
Wasserschloss in Glatt, Ökonomiegebäude

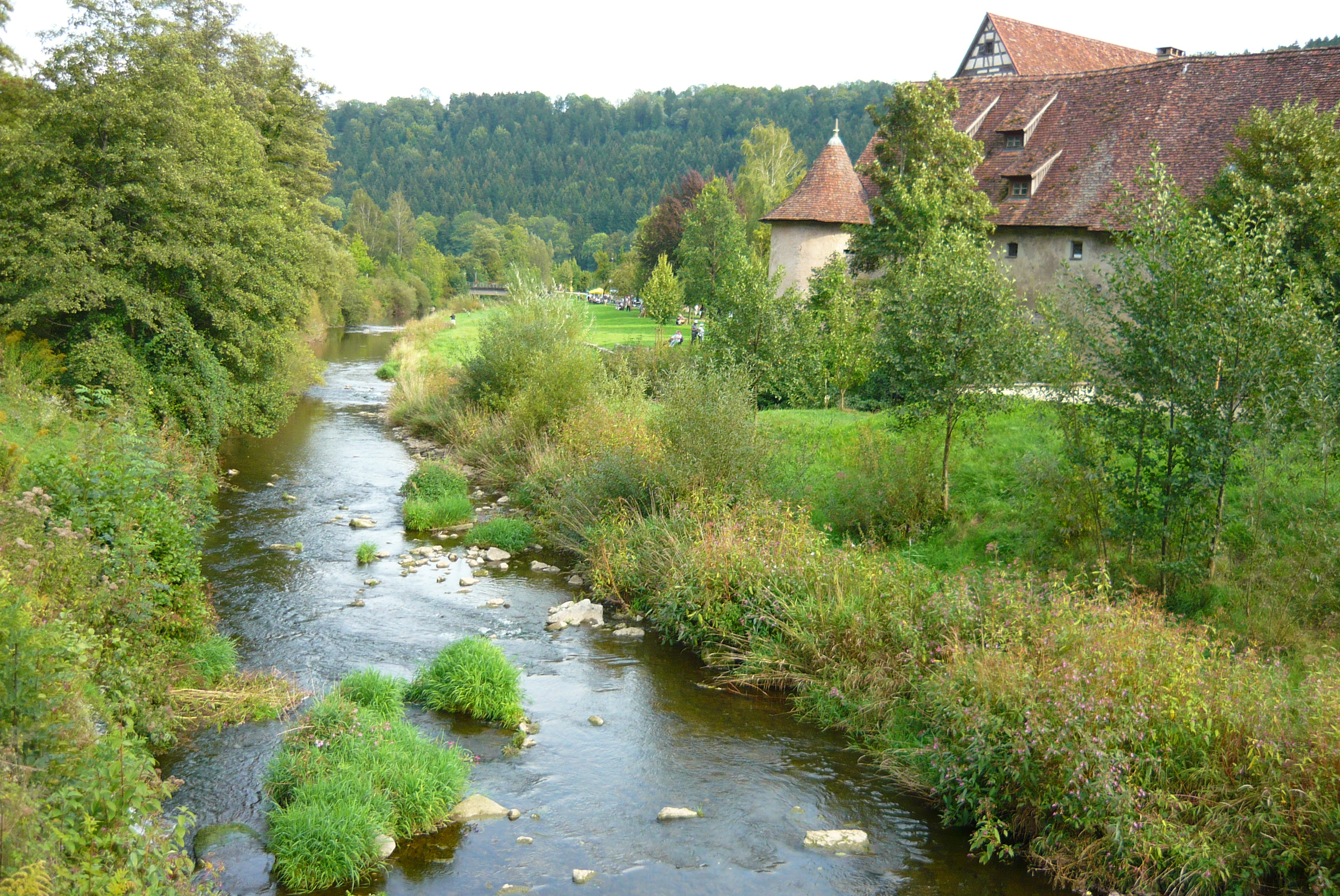
Die Wirtschaftsgebäude zum Fluss Glatt hin

Das Wasserschloss Glatt liegt im Dorf Glatt, einem Stadtteil von Sulz am Neckar im Tal der Glatt, Landkreis Rottweil, Baden-Württemberg.
Es ist eines der ältesten Renaissance-Schlösser Süddeutschlands und eines der wenigen erhaltenen Wasserschlösser des Landes Baden-Württemberg. Das Schloss ist seit 1971 kommunales Eigentum und wurde von 1973 bis 1989 umfassend saniert.

## Geschichte
- Vom 13. Jahrhundert bis 1671, Herrschaft derer von Neuneck: 1286 Heinrich von Neuneck (genannt 1282 bis 1290) ist Vogt im zwei Jahre zuvor zur Stadt erhobenen Sulz. 1296 ist sein Sohn Ulrich von Neuneck mit regelmäßigem Sitz in Glatt nachgewiesen. Er dürfte dort aber schon länger gewohnt haben, da sechs Jahre zuvor die Pfarrkirche in Glatt auf seine Bitte hin geweiht worden war. 1496 Hans von Neuneck (genannt 1454 bis 1508) kauft dem aus einer Nebenlinie stammenden Anton von Neuneck dessen Teil an der Wasserburg ab. Anton baut sich einen neuen Sitz auf der anderen Seite der Glatt, das Haus im Gießen.
- Bauernkrieg 1525
- Agnes Apollonia Elisabeth von Neuneck, († 1677, in Speyer), letzte Angehörige ihres Geschlechtes und Kanonissin in Münsterbilsen, vererbte das Schloss an das Trierer Domkapitel, welches es 1679 an den Freiherrn Johann Franz Dietrich von Landsee verkaufte.
- 1706 erfolgte der Weiterverkauf an das Kloster Muri (1706–1803)
- 1803 Fürst von Hohenzollern-Sigmaringen (bis 1854 Sitz eines hohenzollerischen Oberamts)

Seit der Eingemeindung Glatts nach Sulz am Neckar im Jahr 1975 befindet sich das Wasserschloss im Eigentum der Stadt Sulz. Die gesamte Schlossanlage wurde von 1973 bis 1989 von Grund auf saniert.

## Heutige Nutzung
Im November 2001 wurde im Wasserschloss Glatt das Kultur- und Museumszentrum Schloss Glatt eröffnet. Es beherbergt im Hauptgebäude und in der ehemaligen Zehntscheuer insgesamt vier museale Einrichtungen. Bereits 1996 wurde in der Zehntscheuer ein Bauernmuseum eröffnet, in dem bäuerliches und dorfhandwerkliches Kulturgut aus den Landkreisen Rottweil und Freudenstadt präsentiert werden. Im Schlossmuseum wird die Geschichte des Dorfes Glatt und der Herrschaft Glatt anhand von Exponaten veranschaulicht, die hauptsächlich aus der Sammlung Siegfried Esslinger stammen. Das Museum wird von der Stadt Sulz am Neckar betrieben und vom Bürger- und Kulturverein Wasserschloss Glatt mitbetreut. Das Adelsmuseum dokumentiert die Geschichte des Adels am oberen Neckar und präsentiert die Rüstkammer mit einer umfangreichen Waffensammlung. Die Galerie Schloss Glatt in Trägerschaft des Landkreises Rottweil und des Zweckverbandes Oberschwäbische Elektrizitätswerke (OEW) ist ein regionales Kunstmuseum. In der Dauerausstellung werden 170 Exponate zur sogenannten Bernsteinschule präsentiert, in Sonderausstellungen werden für den Kulturraum am oberen Neckar bedeutsame Kunstwerke gezeigt.
Darüber hinaus bietet das Kultur- und Museumszentrum Schloss Glatt ein Kulturprogramm an. Im Schlosspark befindet sich eine Linde mit einem Brusthöhenumfang von 7,01 m (2014).

## Architektur und Bau des Schlosses
Das dreiflügelige Schloss mit vier Ecktürmen und einem in die Schildmauer eingefügten Torturm steht vollständig in einem wiederhergestellten Weiher. Davor befindet sich an der Nordseite ein Hof, der an drei Seiten von Wirtschaftsgebäuden umschlossen wird. Der Fachwerkbau im Westen von 1768 mit der Tordurchfahrt orientiert sich an den alten Außenmauern der Vorburg. Die Schlossscheuer von 1815 wurde mittig über die alte Vorburgmauer gesetzt. Auch hier befand sich früher ein Zugang zur Burg. Die Nordseite des Vorhofs – zum Mühlgraben hin – wird flankiert von zwei Rundtürmen. Die um 22° abgewinkelte Außenmauer besitzt in ihrem Knickpunkt einen vorragenden Schießstand, von dem aus die Flanken bestrichen werden konnten.
Teile der am Ende des 13. Jahrhunderts entstanden Burg sind im Inneren des Burghofes noch an dem aus Buckelquadern errichteten gotischen Tor zu erkennen. Der noch heute bestehende Torturm wurde 1513 vor diesen Tordurchgang gesetzt. Bis ins Jahr 1705 befand sich hier eine Zugbrücke. Die mittelalterliche Burg bestand wohl aus einem Wohnturm, dessen Außenmauern mit denen des heutigen Westflügels identisch sind, und einem Haus, dessen Grundriss dem heutigen Südflügel entspricht. Im Bereich des heutigen Ostflügels befanden sich vermutlich nur kleinere Gebäude. Die mittelalterliche Burg war von einem Palisadenzaun geschützt. Die beiden Tore zum Vorhof schlossen unmittelbar an die Wasserfläche an. Die Außenseite dieser Wasserfläche war hufeisenförmig von einem Palisadenzaun umgeben. An der im Innenhof gelegenen Seite fehlte die Palisade, da sie dort einem eingedrungenen Gegner Deckung gewährt hätte. Ein zweiter hufeisenförmiger Zaun umschloss im Norden, von Tor zu Tor, den Vorhof. Die Gesamtlänge der Palisade betrug ca. 175 Meter, wozu circa 1750 Pfähle benötigt wurden. Noch 1503 geht aus einem Neuneckischen Zinsbuch hervor, dass die Hofbauern von Rodt eine Gesamtzahl von 1800 Pfählen zu liefern hätten.
Reinhard von Neuneck gestaltete zwischen 1533/34 und 1540 das mittelalterliche Wasserschloss im Renaissance-Stil um. Anhaltspunkte für den Beginn der Arbeiten bieten Materialüberschläge für den geplanten Bau vom 28. Dezember 1533 und dem Hinweis auf einen neuen Steinbruch in einem Urbar vom Februar 1534. Auf das Ende der Bauarbeiten im Jahr 1540 deutet die Erstellung eines Schlossinventars vom 28. April 1540 hin.
Eine baugeschichtliche Besonderheit des Schlosses stellen die beiden Treppenhäuser dar. Besonders das östliche Treppenhaus verfügt noch über ein Kreuzgratgewölbe als gemauerter Unterbau für steinerne Treppen. Auch das unterschiedliche Stockwerkniveau des Südflügels und der beiden Seitenflügel blieb durch spätere Umbauten unverändert. Es handelt sich also noch um die Originalausführung. Die Neuerung bestand darin, dass sich die Treppen nicht in einem separaten Anbau befinden und dort nicht an den Außenmauern entlanggeführt werden, sondern als zweiarmige, geradläufige, gewendete Treppe mit Zwischenpodest ausgeführt sind. Reinhard von Neuneck hatte diese Neuerung 1521 bei seiner Reise mit Ottheinrich von der Pfalz ins Heilige Land beim Zwischenaufenthalt der Gruppe in Venedig im gerade neu errichteten Fondaco dei Tedeschi kennengelernt.
Aus dem oben erwähnten Inventar geht hervor, dass das Schloss über zwei übereinanderliegende Laubengänge verfügte. Eine bei Renovierungsarbeiten 1988 entdeckte zugemauerte Nische deutet darauf hin, dass sich diese gegenüber dem Eingangstor am Südflügel befanden, wo sie ihre repräsentative Wirkung am besten entfalten konnten.
Auch das Renaissanceschloss war noch bedingt wehrtauglich, wobei das Augenmerk nicht auf der Abwehr großer Belagerungsheere lag, sondern, wie die Erfahrung aus dem Bauernkrieg zeigte, in der Abwehr herumziehender, plündernder Truppen und Aufständischer. Die heutige Fenstergliederung zeigt neben den bestehenden Fensteröffnungen noch verschiedene Maulscharten. Zu Reinhards Zeiten sind zumindest die mit Maulscharten kombinierten Fensteröffnungen wegzudenken. Sie wurden erst gegen Ende des 16. Jahrhunderts, vom 1618 verstorbenen Hans Caspar von Neuneck hinzugefügt. Das Inventar zählt folgende Bewaffnung auf: im inneren Burghof eine Schlange, das heißt ein Feldgeschütz mit einer Rohrlänge von 18 Fuß (= 5,40 Meter); in einem der vier Ecktürme zwei Falkonetten auf Rädern und ein bock bichslin auf Rädern; in der Büchsenkammer lagerten 63 Bleikugeln für die Falkonette, sowie Gussmodel für solche Kugeln; darüber hinaus 20 Hakenbüchsen und ein landsknechtisch Doppel hagken, 23 Büchsen in dreierlei Ausführungen, zwei Böller, Armbrüste und Pfeile und zwölf Hellebarden, aber auch ettlich altt harnisch und durnier zeug. Verteilt im Schloss, vor und in den Räumen lagerten 17 Schweinsspieße, sieben Wurfspieße, und je fünf Rayß spies (wohl für Fußknechte) und geraißig spies (wohl für Reiter). Diese Verteilung und auch der Hinweis, dass in Reinhards persönlichem Zimmer ein schlacht schwert und ein schwein spies neben dem Bett aufbewahrt wurden, deutet darauf hin, dass man sich also auch gegen Überraschungsangriffe und Verrat, wie im Bauernkrieg geschehen, schützen wollte.
Der Vorhof wurde mit einer Steinmauer gesichert, flankiert mit den bereits oben erwähnten und noch heute erhaltenen Rundtürmen und dem zur Flankensicherung dienenden Schießstand.
Das Verdienst Reinhards für die Architekturgeschichte Südwestdeutschlands bestand in der direkten Übernahme von Bauelementen der italienischen Renaissance ohne den Umweg über Frankreich, insbesondere der Symmetrie der Anlage und des neuartigen Treppenhauses. Gestalterische Elemente, wie zum Beispiel die Laubengänge, blieben auf den Innenbereich beschränkt. Die endgültige Abwendung vom Verteidigungsbau zum Repräsentationsbau erfolgte eine Generation später mit den Schlossbauten der Meßkircher Gruppe.
Das Schloss wurde im Jahre 1688 von der Familie Landsee aufgestockt und, wie dendrochronologische Untersuchungen belegen, auch großräumig entkernt. Den gewichtigsten Eingriff stellt dabei die Aufstockung um ein weiteres Wohngeschoss dar, was zwar die Außenwirkung des Schlosses erhöhte, aber dem Innenhof eine schachtartige Wirkung bescherte. Verstärkt wurde diese Wirkung durch das Zumauern der beiden Laubengänge. Die Kapelle wurde um 1700 erweitert, indem der Chor über die Mauerflucht hinaus erweitert wurde.
In der Schlosskapelle finden sich etliche Stuckornamenten.

## Siehe auch

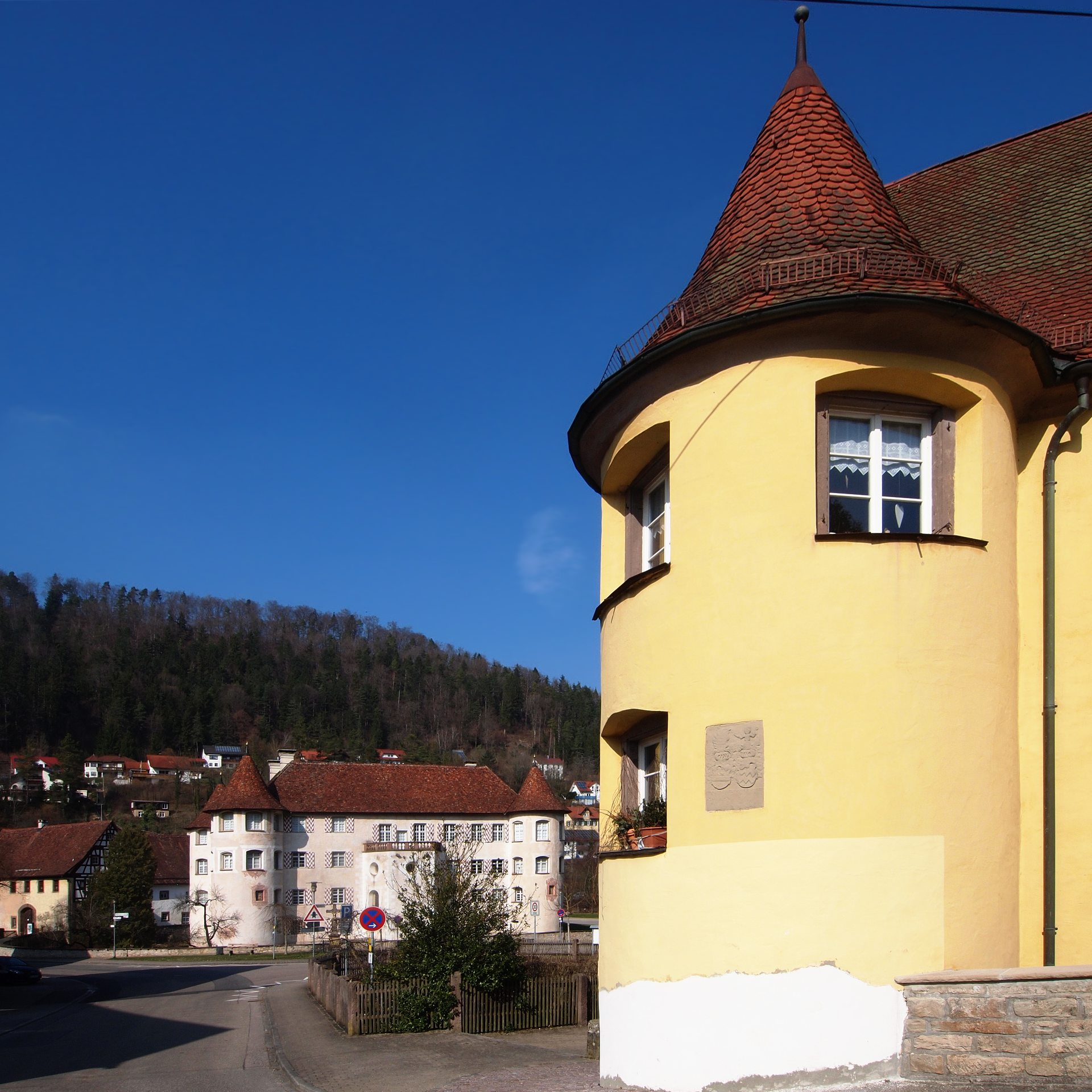
Das Pfarrhaus